# Anthony Woodville, 2:e earl Rivers
Anthony Woodville, 2:e earl Rivers, född omkring 1442, död 25 juni 1483 i Pontefract, var en engelsk adelsman, hovman och författare.
Han var äldste son till Rikard Woodville, 1:e earl Rivers och Jacquetta av Luxembourg. Som sin far var han ursprungligen på den lancastriska sidan, och stred för dem i slaget vid Towton, men blev senare yorkist.
Rivers blev inflytelserik vid det kungliga hovet efter att hans syster  Elizabeth gift sig med Edvard IV. Han följde med kungen under hans tillfälliga landsflykt 1470, och återkom tillsammans med honom följande år, då han skadades vid slaget vid Barnet.
1473 fick Rivers i uppgift av Edvard IV att ta hand om prinsen av Wales hushåll. Då kungen dog 1483, följde han pojken, den nyblivne kungen, tillbaka till London. Men Rikard av Gloucester låg i bakhåll och tillfångatog earlen och halshögg honom sedan. 
Rivers var uppenbarligen ganska lärd. En av de första, om inte den första, boken som trycktes i England var hans översättning från franska av Sayings of the Philosophers, tryckt av William Caxton 1476. Lambethpalatsets bibliotek har en illustration som visar Rivers som ger ett exemplar av denna bok till Edvard IV.
Anthony efterträddes av sin bror, Rikard, som earl Rivers.
Rivers är också nämnd i flera pjäser av Shakespeare.